# Gat marsupial bronzat
El gat marsupial bronzat (Dasyurus spartacus) és una espècie de gat marsupial endèmica de Nova Guinea. Fou descobert a principis de la dècada del 1970, quan se'n recolliren cinc exemplars, però no fou descrit fins al 1987, quan el Dr. Stephen van Dyck, del Museu de Queensland, els examinà i els reconegué com a espècie distinta. Se'n sap molt poca cosa; abans es pensava que simplement era una població perifèrica de gat marsupial occidental (Dasyurus geoffroii).